# II Liceum Ogólnokształcące im. Konstytucji 3 Maja w Krośnie
II Liceum Ogólnokształcące im. Konstytucji 3 Maja w Krośnie – szkoła średnia powstała w 1988 roku. W 1996 roku szkole nadano imię Konstytucji 3 maja. Od 2012 liceum wchodzi w skład Miejskiego Zespołu Szkół nr 4 wraz ze Szkołą Podstawową nr 15.

## Dyrektorzy
Pierwszym dyrektorem szkoły była mgr Zdzisława Drozdowicz. Od 1991 roku zastąpił ją mgr Tadeusz Klein, następnie stanowisko to objęli mgr inż. Sławomir Bloch (1994), a pół roku później mgr Anna Wojtowicz. Od 2007 roku całym zespołem szkół zarządza mgr Witold Deptuch.